# Richildis van Provence
Richildis van Provence, ook genoemd Richildis van de Ardennen of Richildis van de abdij van Gorze (rond 845 – 2 juni 910) was de tweede vrouw van de Karolingische vorst Karel de Kale. Zij was achtereenvolgens zijn minnares, echtgenote en, meer dan 30 jaren zijn weduwe. Zo was zij als zijn gemalin koningin van West-Francië, keizerin van het Heilig Roomse Rijk en koningin van Italië toen haar man Karel op het hoogtepunt van zijn macht was.
Na de regeringen van Karels opvolgers Lodewijk de Stamelaar, Lodewijk III en Karloman II werd ze uit West-Francië verbannen en zocht ze toevlucht aan het hof van haar broer Boso, koning van Provence, waar ze zich quondam regina liet noemen.

## Familie
Zij was een telg van de adellijke familie der Bosoniden in het koninkrijk Midden-Francië in de 9e eeuw. Haar vader was graaf Bivinus van Metz en haar moeder is onvermeld in de Annales Bertiniani. Wel wordt er de zus van haar moeder vermeld, Theutberga, vrouw van koning Lotharius II, de regerende Karolinger in Midden-Francië (en dus ook in Metz). De naam van haar moeder was vermoedelijk Richildis, die van 869 tot 910 vermeld wordt. Haar broer was hertog Richard I van Bourgondië, een trouwe vazal van de Karolinger Karel de Kale in het buurland West-Francië. De familie der Bosoniden volgde overigens steeds een politiek van getrouwheid aan Karel de Kale. Haar andere broer was Boso van Provence, die in naam van Karel de Kale, graaf van Vienne werd, alsook hertog van Provence en vicekoning van Italië.

## Karel de Kale
Door toedoen van haar broer Bosso, die macht opbouwde in West-Francië, werd zij minnares van koning Karel de Kale. Onmiddellijk na de dood van Karels vrouw Ermentrudis, huwde ze met Karel de Kale in Aken (870). Karel was op het hoogtepunt van zijn macht. Karel had onder meer het stamland van Richildis, het koninkrijk Lotharingen, ingepalmd. Tevens werd zij samen met Karel tot keizerin van het Heilig Roomse Rijk gezalfd; dit vond plaats op Kerstdag 875 in de Sint-Pietersbasiliek in Rome door paus Johannes VIII. Zij werd tot koningin van Italië uitgeroepen in Pavia in 876 en gekroond in 877. Wanneer hierop een oorlog uitbrak met de jaloerse Karloman van Beieren, vluchtte Richildis met vele kostbaarheden naar de versterkte abdij van Sint-Mauritius, goed beschermd door haar broer Bosso.. Zij bestuurde het land in afwezigheid van haar man, bijvoorbeeld bij veldtochten tegen de Saracenen in Provence.

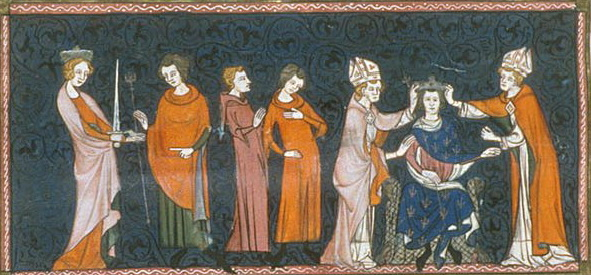
Koningin-weduwe Rachildis (links) bij de kroningsceremonie van Lodewijk de Stamelaar (rechts). Dit was tegen haar zin aangezien ze haar broer Bosso op de troon wou van West-Francië.

## Lodewijk de Stamelaar
Karel de Kale stierf in 877 en bisschop Hincmar van Reims plaatste haar stiefzoon Lodewijk de Stamelaar op de troon van West-Francië. Koningin-weduwe Richildis slaagde er niet in haar eigen broer graaf Bosso, een niet-Karolinger dus, op deze Karolingische troon te krijgen. Lodewijk de Stamelaar verleende tal van gunsten aan de opdringerige adel doch overleed al in 879, wat opnieuw dynastieke twisten uitlokte in West-Francië.

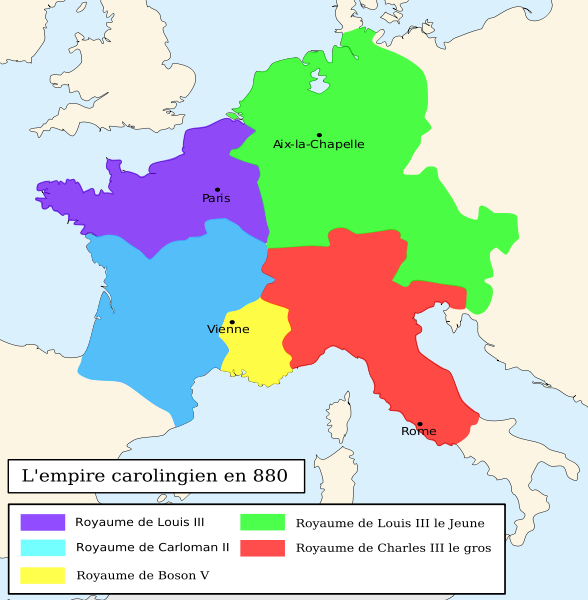
Karolingische deelrijken in het jaar 880. Lodewijk III en Karloman II in West-Francië met Richildis als regentes. Haar broer Bosso creëerde voor zich het koninkrijk Provence (geel).

## Lodewijk III en Karloman II
Koningin Richildis wenste voor de tweede maal haar broer Bosso op de troon, doch de edelen tezamen met bisschop Hinckmar verkozen het zwak koninklijk gezag van de twee jonge prinsen Lodewijk III en Karloman II. Bosso betreurde de tweedeling van het eens machtige West-Francië van Karel de Kale, de grootvader van de beide koningen. Richildis en Bosso werden tijdelijk beschuldigd van incest. Richildis werd regentes in West-Francië doch met weinig gezag; Lodewijk III kon de Vikingen verslaan in de Slag bij Saucourt-en-Vimeu. Bosso scheurde zich af in een eigen koninkrijk Provence als niet-Karolinger, waar hij wel kon rekenen op de lokale adel.

## Provence
In 884 waren de beide jonge koningen gestorven. Richildis probeerde voor een 3e en laatste maal de troon te veroveren voor haar of haar broer. Richildis werd verjaagd uit West-Francië, omdat de edelen de militaire slagkracht van de Karolinger Karel de Dikke verkozen in hun jarenlange strijd tegen de Vikings. Zij leefde als balling bij haar broer Bosso, koning van Provence, en diens opvolger vanaf 887, Lodewijk de Blinde. Hier leefde ze alles samen van 884 tot haar dood in 910, waar ze vele jaren lang haar status van voormalige koningin en keizerin kon behouden.

## Kinderen
Karel de Kale en Richildis kregen de volgende vijf kinderen:
- Rothildis (871-929), in 890 gehuwd met graaf Rogier van Maine
- de tweeling Drogo en Pepijn (ca. 873) allebei ongeveer een jaar oud overleden
- een zoon (23 maart 875), kort na zijn doop overleden
- Karel (10 oktober 876 – voor 7 april 877)